# جامعة غرناطة
تأسست جامعة غرناطة في عام 1531 بمبادرة من الإمبراطور شارلكان. وبمدة امتدت لنحو خمسة قرون أصبحت مركزاً ثقافياً وفكرياً على ما هي عليه اليوم في منطقة جنوب إسبانيا، وإحدى أهم الجامعات الإسبانية. وتضم الجامعة حوالي 80 ألف شخص مرتبط بها ومنهم الطلبة والأساتذة والموظفين والعاملين في الجامعة. وبالإضافة لمدينة غرناطة، يتواجد حرمين جامعيين لها في كل من مدينتي سبتة ومليلة المتواجدتين في شمال إفريقيا.

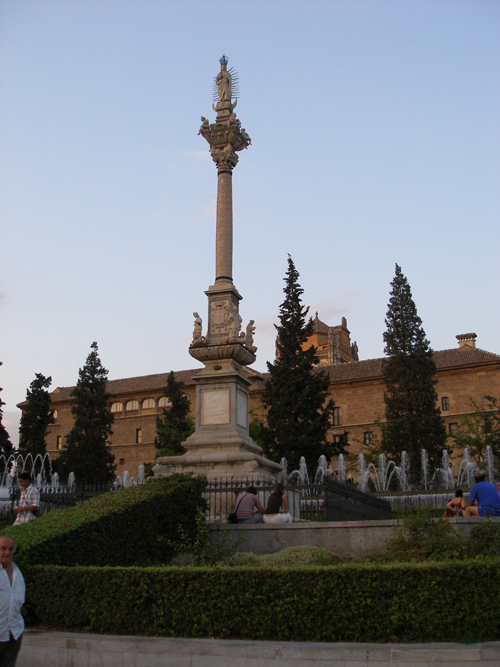